# Europamästerskapet i basket för damer 1954
Europamästerskapet i basket för damer 1954 spelades i Belgrad, Jugoslavien och var den fjärde EM-basketturneringen som avgjordes för damer. Turneringen spelades mellan den 4 och 13 juni 1954 och totalt deltog tio lag i turneringen där Sovjetunionen blev Europamästare före Tjeckoslovakien och Bulgarien, det var Sovjetunionens tredje raka EM-guld.

## Kvalificerade länder
| - Jugoslavien (som arrangör) - Bulgarien - Danmark - Frankrike - Italien | - Sovjetunionen - Tjeckoslovakien - Ungern - Västtyskland - Österrike |

## Gruppspelet

### Spelsystem
De tio lagen som var med i EM var indelade i tre grupper, en med fyra lag och två med tre lag i vardera. Alla lagen mötte alla en gång i sin grupp innan de två bästa lagen i varje grupp gick vidare till spel om platserna ett till sex, medan grupptreorna samt gruppfyran spelade om platserna sju till tio. Seger i en match gav två poäng och förlust gav en poäng.
|  | Laget spelade om plats 1-6  |
|  | Laget spelade om plats 7-10 |

### Grupp A
| Plats | Nation    | Spelade | Vinster | Förluster | Mål       | Målskillnad | Poäng |
| --- | --------- | ------- | ------- | --------- | --------- | ----------- | ----- |
| 1 | Ungern    | 3       | 2       | 1         | 153 – 113 | +40         | 5     |
| 2 | Frankrike | 3       | 2       | 1         | 170 – 96  | +74         | 5     |
| 3 | Italien   | 3       | 2       | 1         | 131 – 121 | +10         | 5     |
| 4 | Österrike | 3       | 0       | 3         | 75 – 199  | -124        | 3     |
| Inbördes möten avgör placering när tre lag hamnar på samma poäng Italien besegrade Ungern med 52-50 (+2 poäng), Frankrike besegrade Italien med 51-41 (+10 poäng) och Ungern besegrade Frankrike med 34-27 (+7 poäng), vilket gjorde att Ungern fick +5, Frankrike +3 och Italien -8 i inbördes möten |           |         |         |           |           |             |       |

| Juni 1954 kl 00:00 (CET) | Frankrike | 92 – 21 (41-14) | Österrike | Belgrad |
| Juni 1954 kl 00:00 (CET) |           |                 |           | Belgrad |

| Juni 1954 kl 00:00 (CET) | Italien | 52 – 50 (27-31) | Ungern | Belgrad |
| Juni 1954 kl 00:00 (CET) |         |                 |        | Belgrad |

| Juni 1954 kl 00:00 (CET) | Ungern | 69 – 34 (38-18) | Österrike | Belgrad |
| Juni 1954 kl 00:00 (CET) |        |                 |           | Belgrad |

| Juni 1954 kl 00:00 (CET) | Frankrike | 51 – 41 (17-19) | Italien | Belgrad |
| Juni 1954 kl 00:00 (CET) |           |                 |         | Belgrad |

| Juni 1954 kl 00:00 (CET) | Italien | 38 – 20 (21-11) | Österrike | Belgrad |
| Juni 1954 kl 00:00 (CET) |         |                 |           | Belgrad |

| Juni 1954 kl 00:00 (CET) | Ungern | 34 – 27 (16-15) | Frankrike | Belgrad |
| Juni 1954 kl 00:00 (CET) |        |                 |           | Belgrad |

### Grupp B
| Plats | Nation        | Spelade | Vinster | Förluster | Mål      | Målskillnad | Poäng |
| ----- | ------------- | ------- | ------- | --------- | -------- | ----------- | ----- |
| 1     | Sovjetunionen | 2       | 2       | 0         | 154 – 54 | +100        | 4     |
| 2     | Jugoslavien   | 2       | 1       | 1         | 112 – 62 | +50         | 3     |
| 3     | Västtyskland  | 2       | 0       | 2         | 25 – 175 | -150        | 2     |

| Juni 1954 kl 00:00 (CET) | Jugoslavien | 69 – 14 (32-8) | Västtyskland | Belgrad |
| Juni 1954 kl 00:00 (CET) |             |                |              | Belgrad |

| Juni 1954 kl 00:00 (CET) | Sovjetunionen | 48 – 43 (20-21) | Jugoslavien | Belgrad |
| Juni 1954 kl 00:00 (CET) |               |                 |             | Belgrad |

| Juni 1954 kl 00:00 (CET) | Sovjet | 106 – 11 (57-0) | Västtyskland | Belgrad |
| Juni 1954 kl 00:00 (CET) |        |                 |              | Belgrad |

### Grupp C
| Plats | Nation          | Spelade | Vinster | Förluster | Mål      | Målskillnad | Poäng |
| ----- | --------------- | ------- | ------- | --------- | -------- | ----------- | ----- |
| 1     | Bulgarien       | 2       | 2       | 0         | 146 – 80 | +66         | 4     |
| 2     | Tjeckoslovakien | 2       | 1       | 1         | 136 – 97 | +39         | 3     |
| 3     | Danmark         | 2       | 0       | 2         | 39 – 144 | -105        | 2     |

| Juni 1954 kl 00:00 (CET) | Tjeckoslovakien | 76 – 19 (36-7) | Danmark | Belgrad |
| Juni 1954 kl 00:00 (CET) |                 |                |         | Belgrad |

| Juni 1954 kl 00:00 (CET) | Bulgarien | 68 – 20 (35-14) | Danmark | Belgrad |
| Juni 1954 kl 00:00 (CET) |           |                 |         | Belgrad |

| Juni 1954 kl 00:00 (CET) | Bulgarien | 78 – 60 (41-33) | Tjeckoslovakien | Belgrad |
| Juni 1954 kl 00:00 (CET) |           |                 |                 | Belgrad |

## Slutspelsrundan

### Matcher om plats 7-10
| Plats | Nation       | Spelade | Vinster | Förluster | Mål      | Målskillnad | Poäng |
| ----- | ------------ | ------- | ------- | --------- | -------- | ----------- | ----- |
| 1     | Italien      | 3       | 3       | 0         | 190 – 93 | +97         | 6     |
| 2     | Österrike    | 3       | 2       | 1         | 90 – 126 | -36         | 5     |
| 3     | Västtyskland | 3       | 1       | 2         | 93 – 114 | -21         | 4     |
| 4     | Danmark      | 3       | 0       | 3         | 83 – 123 | -40         | 3     |

| Juni 1954 kl 00:00 (CET) | Österrike | 33 – 25 (15-8) | Västtyskland | Belgrad |
| Juni 1954 kl 00:00 (CET) |           |                |              | Belgrad |

| Juni 1954 kl 00:00 (CET) | Italien | 57 – 34 (32-8) | Danmark | Belgrad |
| Juni 1954 kl 00:00 (CET) |         |                |         | Belgrad |

| Juni 1954 kl 00:00 (CET) | Västtyskland | 33 – 21 (15-10) | Danmark | Belgrad |
| Juni 1954 kl 00:00 (CET) |              |                 |         | Belgrad |

| Juni 1954 kl 00:00 (CET) | Italien | 60 – 35 (25-16) | Västtyskland | Belgrad |
| Juni 1954 kl 00:00 (CET) |         |                 |              | Belgrad |

| Juni 1954 kl 00:00 (CET) | Italien | 73 – 24 (31-11) | Österrike | Belgrad |
| Juni 1954 kl 00:00 (CET) |         |                 |           | Belgrad |

| Juni 1954 kl 00:00 (CET) | Österrike | 33 – 28 (14-13) | Danmark | Belgrad |
| Juni 1954 kl 00:00 (CET) |           |                 |         | Belgrad |

### Matcher om plats 1-6
| Plats | Nation          | Spelade | Vinster | Förluster | Mål       | Målskillnad | Poäng |
| ----- | --------------- | ------- | ------- | --------- | --------- | ----------- | ----- |
| 1     | Sovjetunionen   | 5       | 5       | 0         | 351 – 245 | +106        | 10    |
| 2     | Tjeckoslovakien | 5       | 4       | 1         | 306 – 267 | +39         | 9     |
| 3     | Bulgarien       | 5       | 3       | 2         | 266 – 232 | +34         | 8     |
| 4     | Ungern          | 5       | 2       | 3         | 248 – 276 | -28         | 7     |
| 5     | Jugoslavien     | 5       | 1       | 4         | 220 – 316 | -96         | 6     |
| 6     | Frankrike       | 5       | 0       | 5         | 237 – 292 | -55         | 5     |

| Juni 1954 kl 00:00 (CET) | Sovjet | 60 – 48 (36-18) | Frankrike | Belgrad |
| Juni 1954 kl 00:00 (CET) |        |                 |           | Belgrad |

| Juni 1954 kl 00:00 (CET) | Tjeckoslovakien | 48 – 38 (29-12) | Ungern | Belgrad |
| Juni 1954 kl 00:00 (CET) |                 |                 |        | Belgrad |

| Juni 1954 kl 00:00 (CET) | Bulgarien | 55 – 30 (27-10) | Jugoslavien | Belgrad |
| Juni 1954 kl 00:00 (CET) |           |                 |             | Belgrad |

| Juni 1954 kl 00:00 (CET) | Bulgarien | 49 – 37 (26-22) | Frankrike | Belgrad |
| Juni 1954 kl 00:00 (CET) |           |                 |           | Belgrad |

| Juni 1954 kl 00:00 (CET) | Ungern | 62 – 50 (30-21) | Jugoslavien | Belgrad |
| Juni 1954 kl 00:00 (CET) |        |                 |             | Belgrad |

| Juni 1954 kl 00:00 (CET) | Sovjet | 69 – 62 (41-35) | Tjeckoslovakien | Belgrad |
| Juni 1954 kl 00:00 (CET) |        |                 |                 | Belgrad |

| Juni 1954 kl 00:00 (CET) | Tjeckoslovakien | 71 – 56 (33-33) | Frankrike | Belgrad |
| Juni 1954 kl 00:00 (CET) |                 |                 |           | Belgrad |

| Juni 1954 kl 00:00 (CET) | Sovjet | 81 – 32 (47-19) | Jugoslavien | Belgrad |
| Juni 1954 kl 00:00 (CET) |        |                 |             | Belgrad |

| Juni 1954 kl 00:00 (CET) | Bulgarien | 56 – 43 (25-19) | Ungern | Belgrad |
| Juni 1954 kl 00:00 (CET) |           |                 |        | Belgrad |

| Juni 1954 kl 00:00 (CET) | Tjeckoslovakien | 68 – 54 (33-18) | Jugoslavien | Belgrad |
| Juni 1954 kl 00:00 (CET) |                 |                 |             | Belgrad |

| Juni 1954 kl 00:00 (CET) | Sovjetunionen | 65 – 56 (31-27) | Bulgarien | Belgrad |
| Juni 1954 kl 00:00 (CET) |               |                 |           | Belgrad |

| Juni 1954 kl 00:00 (CET) | Ungern | 58 – 46 (27-22) | Frankrike | Belgrad |
| Juni 1954 kl 00:00 (CET) |        |                 |           | Belgrad |

| Juni 1954 kl 00:00 (CET) | Jugoslavien | 54 – 50 (18-24) | Frankrike | Belgrad |
| Juni 1954 kl 00:00 (CET) |             |                 |           | Belgrad |

| Juni 1954 kl 00:00 (CET) | Sovjet | 76 – 47 (43-27) | Ungern | Belgrad |
| Juni 1954 kl 00:00 (CET) |        |                 |        | Belgrad |

| Juni 1954 kl 00:00 (CET) | Tjeckoslovakien | 57 – 50 (27-22) | Bulgarien | Belgrad |
| Juni 1954 kl 00:00 (CET) |                 |                 |           | Belgrad |

| Europamästare: Sovjets tredje EM-titel |

## Slutplaceringar
| 1  | Sovjet          |
| 2  | Tjeckoslovakien |
| 3  | Bulgarien       |
| 4  | Ungern          |
| 5  | Jugoslavien     |
| 6  | Frankrike       |
| 7  | Italien         |
| 8  | Österrike       |
| 9  | Västtyskland    |
| 10 | Danmark         |